# Муби
Муби (англ. Mubi) — город на северо-востоке Нигерии, на территории штата Адамава. Входит в состав района местного управления Северное Муби. 

## Географическое положение
Город находится в северо-восточной части штата, в предгорьях хребта Мандара, вблизи границы с Камеруном. Абсолютная высота — 580 метров над уровнем моря.
Муби расположен на расстоянии приблизительно 142 километров к юго-западу от Йолы, административного центра штата и на расстоянии 642 километров к востоку-северо-востоку (ENE) от Абуджи, столицы страны.

## Население
По данным переписи 1991 года численность населения Муби составляла 128 900 человек.
Динамика численности населения города по годам:
| 1991    | 2012    |
| ------- | ------- |
| 128 900 | 102 182 |

## Транспорт
Ближайший аэропорт расположен в городе Гаруа (Камерун).

## Террористические акты
В 2012 году боевиками радикальной нигерийской исламистской секты Боко Харам было проведено два нападения на жителей города Муби:
- 6 января произошло нападение на похоронную процессию, состоящую из христиан. Погибло 48 человек[4].
- 2 октября боевики расстреляли студентов местного политехнического колледжа. Погибло 27 человек, не менее 15 человек получило ранения[5].